# S/2005 S 5
S/2005 S 5 — природний супутник Сатурна. Відкритий 10 травня 2023 року Скоттом Шеппардом, Девідом Джуїттом, Бреттом Гледменом, Дженом Кліна, Едвардом Ештоном, Жан-Марком Петі та Майком Александерсеном зі спостережень, зроблених між 9 березня 2005 року та 24 липня 2020 року.
Діаметр S/2005 S 5 – близько 3 км, велика піввісь – 21 366 200 км, орбітальний період – 1177,82 земної доби. Обертається навколо Сатурна зі зворотним орбітальним рухом під нахилом 169,5° до площини екліптики, ексцентриситет орбіти – 0,588. S/2005 S 5 належить до скандинавської групи і був 100-м неправильним супутником Сатурна.